# Биметаллическая монета

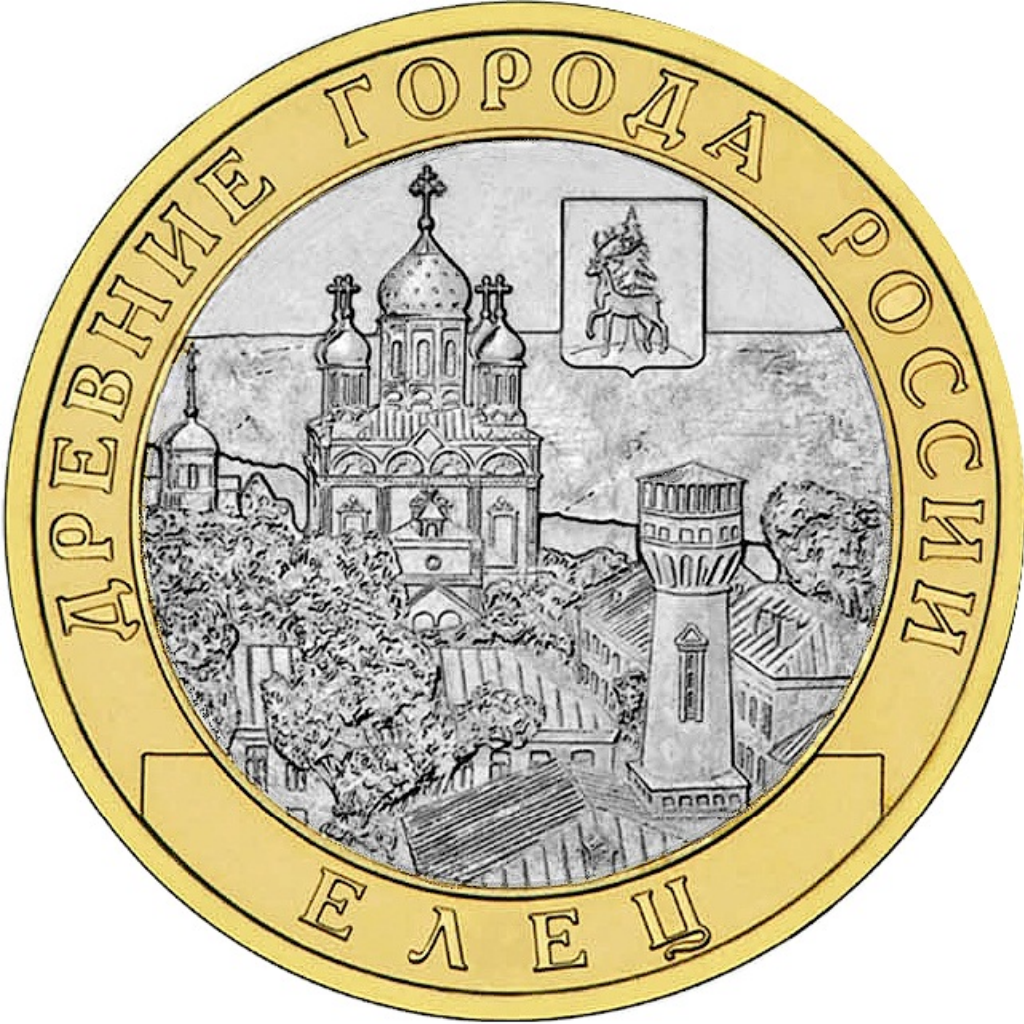
Древние города России: Елец. Монета номиналом 10 рублей 2011 года (реверс)

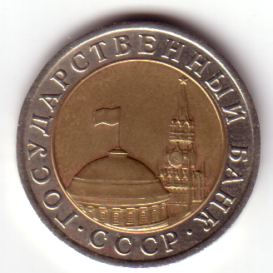
10 рублей (аверс) Госбанка СССР. 1991 год

25 евро Австрии, «700 лет городу Халль-ин-Тироль». Первая монета, имеющая в своём составе ниобий

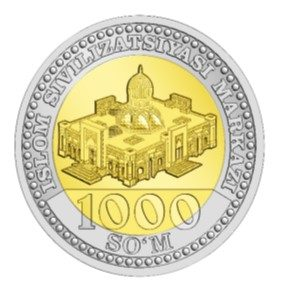
Решка монеты номиналом в 1000 узбекских сум.

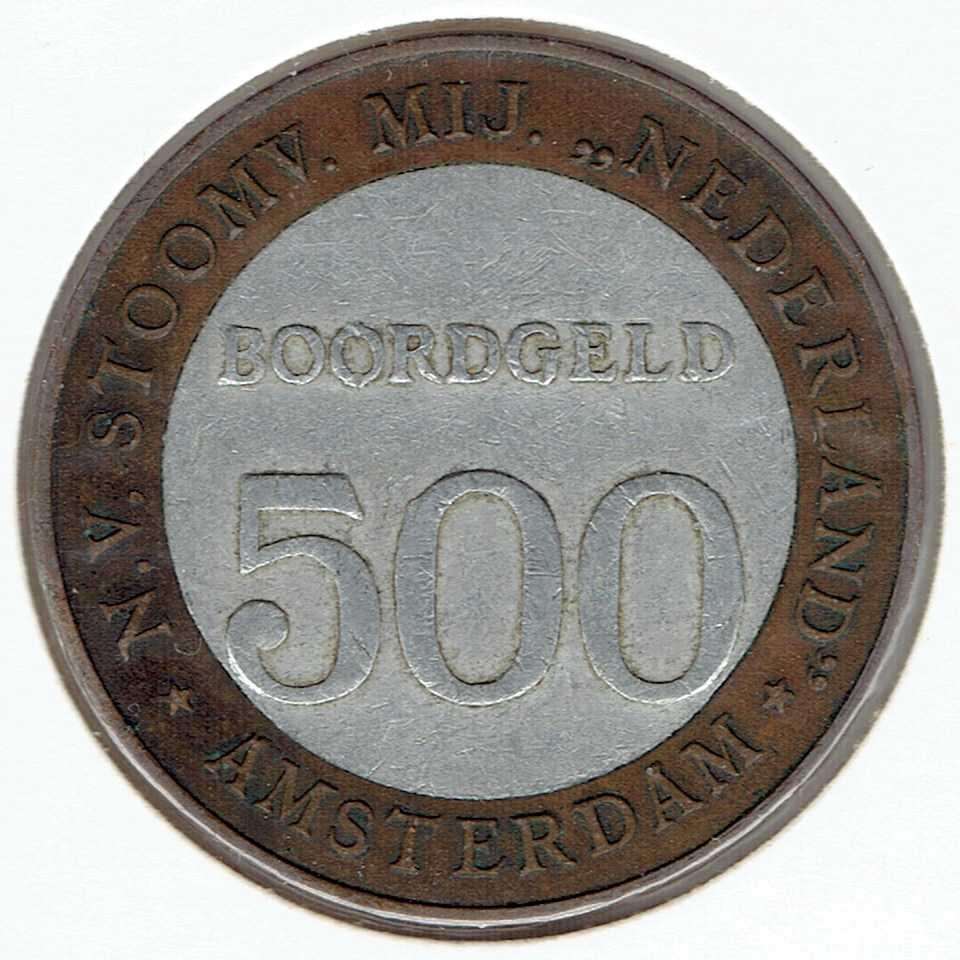
Медно-алюминиевая монета. (Корабельные деньги .) SMN 500 центов.

Биметаллическая, комбинированная монета (англ. bi-metallic coin) — монета, изготовленная из двух различных металлов. Как правило, центральная часть монеты производится из одного металла, а окружающая её часть («кольцо») — из другого. В настоящее время биметаллические монеты выпускались в обращении в более чем 120 странах, и число этих эмитентов биметалла растёт.
Первые биметаллические монеты и медали появились в Древнем Риме во II веке нашей эры. Древнеримские биметаллические монеты и медали являются большой исторической и нумизматической ценностью и продаются на ведущих аукционах.
Второй известный выпуск биметаллических монет относится к XVII веку. В Англии в 1634—1644 годах, в период правления Карла I, выпускался так называемый «фартинг с розой»: для предотвращения подделок в медную заготовку вставлялся латунный клин. Впоследствии по примерно такой же технологии чеканились оловянные пенни с медной вставкой.
Среди первых биметаллических монет также известен пробный «цент с серебряным центром» (США, 1792), который имеет медное «кольцо».
В настоящее время в обращении находится ряд разменных биметаллических монет евро номиналами в 1 € (мельхиор — центр, латунь — «кольцо») и 2 € (наоборот — латунь в центре, а мельхиор — по краям); фунт стерлингов номиналом в 2 ₤ (металлы — как в монете 1 €); канадский доллар (сленговое название — «туни») номиналом в 2 C$ (центр — сплав из меди, алюминия и никеля; «кольцо» — никелевое); южноафриканский ранд номиналом в 5 R (центр — сплав меди и цинка; «кольцо» — никель).
Среди биметаллических монет следует выделить американскую монету в 10 $ (центр — ¼ унции платины; «кольцо» — ¼ унции золота), эмитированную в 2000 году, словацкую пятиугольную монету в 10 000 крон (½ унции золота + 1⁄10 унции палладия), эмитированную в 2003 году. Кроме того, в 2003 году Австрийским монетным двором была эмитирована первая в мире биметаллическая монета, содержащая ниобий (центр — ниобий 998-й пробы; «кольцо» — серебро). С тех пор выпуск по одной серебряно-ниобиевой монете в год стало традицией Австрийского монетного двора.
В 1992 году во Франции была эмитирована первая в мире триметаллическая монета (достоинством 20 франков), с изображением аббатства Мон-Сен-Мишель: центр — бронза; внутреннее кольцо — никель; внешнее кольцо — сплав меди, алюминия и никеля. Существуют также триметаллические монеты достоинством 20 франков, выпущенные в 1993 году к Средиземноморским играм во Франции и в 1994 году к Олимпийским играм в Альбервилле.
В 2006 году частный британский монетный двор Pobjoy Mint отчеканил первую квадриметаллическую монету Британских Виргинских островов (палладий-золото-платина-серебро).

## СССР, Россия и страны СНГ

### СССР
В СССР биметаллическая монета впервые была выпущена в обращение в 1991 году, это были 10 рублей, которые чеканились от его имени также и в 1992 году. Эта последняя серия советских монет для обращения известна тем, что с монет был убран государственный герб СССР; среди коллекционеров эту серию часто называют «монетами ГКЧП», хотя ГКЧП никакого отношения к выпуску этих монет не имеет. Также Госбанком СССР были выпущены две биметаллические монеты с номиналом в 5 рублей из серии «Красная книга». Монеты были посвящены винторогому козлу и рыбному филину.

### Россия

#### Россия — недрагоценные металлы
После распада Советского Союза биметаллическая серия «Красная книга» была продолжена Банком России — в 1992 году были выпущены три монеты с номиналом 10 рублей, в 1993 — пять разных пятидесятирублёвых, в 1994 — ещё пять разных пятидесятирублёвых. Также в России в 1992 году для обращения были выпущены биметаллические 100 и 50 рублей.
После длительного перерыва, в 2000 году, в серии «55-я годовщина Победы в Великой Отечественной войне», выпущена монета номиналом 10 рублей. В отличие от предыдущих российских памятных биметаллических монет, она имеет значительно больший тираж — 20 миллионов. Позже монеты номиналом 10 рублей были выпущены в сериях «200-летие образования в России министерств», «Древние города России», «Российская Федерация» и «40-летие космического полёта Ю. А. Гагарина», тиражами от 100 тысяч до 10 миллионов, а монета из серии «60-я годовщина Победы в Великой Отечественной войне» — тиражом 60 миллионов.

#### Россия — драгоценные металлы
C 2004 по 2008 годы Банк России выпустил серию биметаллических памятных монет «Золотое кольцо», посвященную городам Золотого кольца. В серии 12 монет из золота с круглыми вставками из серебра. С 2004 по 2011 годы выпущено по четыре памятных монеты номиналом 3 и 25 рублей из серебра, имеющих фигурные (некруглые) вставки из золота (видны только с одной стороны, на реверсе).

### Украина
С 2003 года на Украине выпущено несколько памятных биметаллических монет номиналом 5 гривен из недрагоценных сплавов. Первая биметаллическая монета Украины занимает центральное место на обложке первого издания (2006 год) «Стандартного» каталога монет мира 21 века издательства Краузе.

### Казахстан
С 2006 года на Казахстанском монетном дворе (г. Усть-Каменогорск) начат выпуск серии биметаллических монет «Космос» (внешнее кольцо — серебро, центр — тантал) номиналом 500 тенге и качеством «пруф».

### Белоруссия
С 1 июля 2016 года введены в обращение монеты, выпущенные на Литовском монетном дворе и Монетном дворе Кремницы,  номиналом 2 белорусских рубля. Раньше Белоруссия была одной из немногих стран в мире, где выпускались только памятные монеты, фактически не использовавшиеся в обращении.

Узбекистан
С 2022 года в Узбекистане начался выпуск биметаллических монет номиналом в 1000 сум. Внешняя часть состоит из сплава меди с никелем, а внутренняя из латуни. На аверсе изображено здание  "Центра исламской цивилизации" в г.Ташкент, на реверсе изображен герб Республики Узбекистан.

## Терминология
Термин «биметаллические» означает монеты, изготовленные из двух металлов, формально под это понятие попадают и плакированные монеты — к примеру, все современные российские не памятные монеты, изготовленные из единой стальной заготовки, плакированной никелем или медным сплавом. Но большинство коллекционеров относят к биметаллу только монеты, изготовленные из двух заготовок, где центральная и кольцевая заготовки изготовлены из разных сплавов.

## Карта

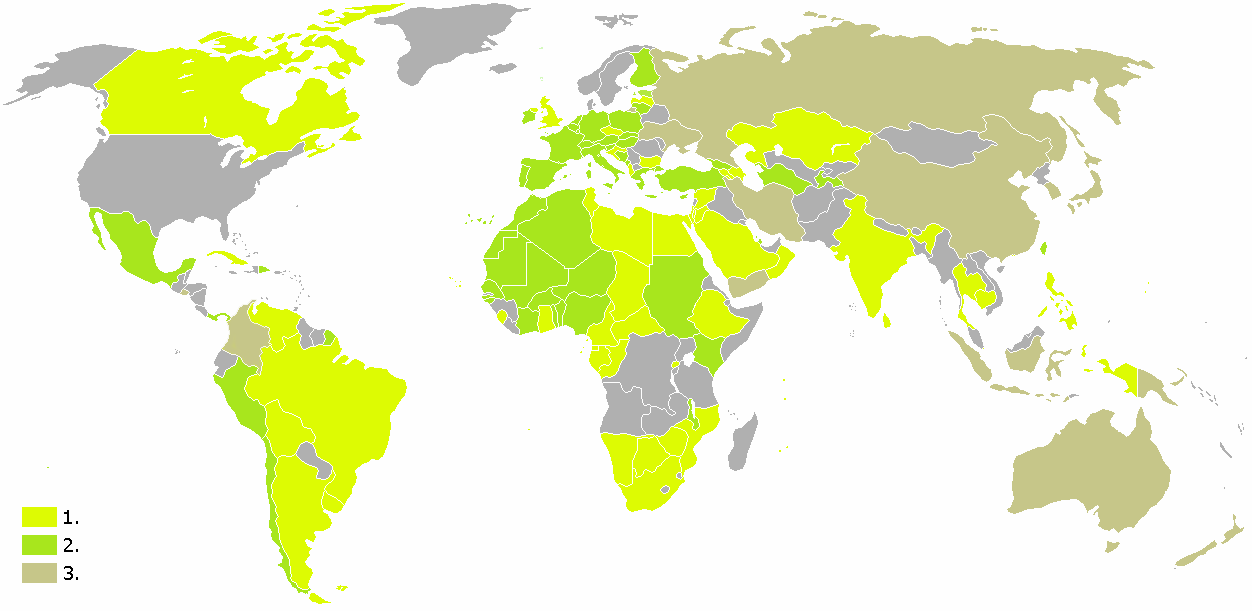
1. Страны с одной биметаллической монетой в обращении.
2. Страны с более чем одной биметаллической монетой в обращении.
3. Страны, в которых есть биметаллические монеты и монометаллические монеты одного номинала. Также изображены страны, в которых биметаллические монеты отчеканены для обращения, но являются юбилейными.